# Giada Gorini
Giada Gorini (née le 24 février 1988 à Gênes) est une joueuse italienne de volley-ball. Elle mesure 1,81 m et joue au poste de passeuse. 

## Clubs
| Club                    | Pays   | De        | À         |
| ----------------------- | ------ | --------- | --------- |
| Volley Vicenza          | Italie | 2004-2004 | 2004-2004 |
| Novello Vicenza         | Italie | 2004-2005 | 2005-2006 |
| Volley Vicenza          | Italie | 2006-2007 | 2006-2007 |
| Novello Vicenza         | Italie | 2007-2008 | 2007-2008 |
| Volley San Vito         | Italie | 2008-2009 | 2008-2009 |
| Volley Vicenza          | Italie | 2009-2010 | 2009-2010 |
| Sala Consilina          | Italie | 2010-2011 | 2010-2011 |
| Pallavolo Pontecagnano  | Italie | 2011-2012 | 2011-2012 |
| Pallavolo Hermaea Olbia | Italie | 2012-2013 | 2012-2013 |
| A.S.D. Polis Corato     | Italie | 2013-2014 | …         |